# Auguste Escoffier
Georges Auguste Escoffier  (28. oktober 1846 i Villeneuve-Loubet – 12. februar 1935 i Monte Carlo) var en fransk køkkenchef og forfatter.
Han ændrede næsten egenhændigt driften af restauranter. Fra buffetter med 20-30 retter udstillet, til servering à la russe, hvor retterne blev båret ind, efterhånden som gæsterne var klar til dem. Escoffier var også den første til at skrive menuen ud, og han var på Savoy Hotel i London foregangsmand i skabelsen af à la carte køkkenet. På Savoy skabte han desserten Pêche Melba.
Han skrev A.Escoffier's Store Kogebog, der udkom på fransk i 1908 med titlen Ma Cuisine. Den blev revideret adskillige gange inden forfatterens død i 1935. I Danmark blev den udgivet i 1908-09 af H. Hagerups Forlag under titlen Kunsten at koge. I 1927 udkom den i en ny udgave, oversat og bearbejdet af køkkenchef Otto Bock. 2. oplag i 1972 og 3 oplag i 1976.